# Torpedhockey
Torpedhockey är ett spelsystem inom ishockey som bygger på ett 1-2-2 spel, där man har två spelare som agerar så kallade torpeder längst fram, bakom dem två halvbackar och längst bak en libero. Systemet infördes i slutet av 1990-talet och användes av Djurgårdens IF som under Mats Waltin och Hardy Nilsson vann två SM-guld med systemet, säsongerna 1999/2000 och 2000/2001.
Spelsystemet användes senare av svenska herrlandslaget då Hardy Nilsson år 2000 blev förbundskapten och tog med sig systemet från Djurgårdens IF, men då kallades det för Big Ice hockey. Sverige använde bland systemet under den olympiska ishockeyturneringen 2002.

## Övrigt
Torpedhockey förändrade mycket av spelet i svensk ishockey efter att största delen av 1990-talet dominerats av 1-3-1.

### Fotnoter
1. ↑   Sporten i dag 2001-2002. Semic. Läst 12 juni 2025
2. ↑  Jeff Z. Klein (9 december 2001). ”The Year in Ideas: A to Z.; The Torpedo”. New York Times. http://query.nytimes.com/gst/fullpage.html?res=9E0CE4DD143CF93AA35751C1A9679C8B63. Läst 4 januari 2008.
3. ↑  Associated Press (15 februari 2002). ”Torpedo blast”. CNN/Sports Illustrated. Arkiverad från originalet den 4 juni 2011. https://web.archive.org/web/20110604150423/http://sportsillustrated.cnn.com/olympics/2002/ice_hockey/news/2002/02/15/sweden_canada_ap/. Läst 31 december 2007.
4. ↑  Joe Lapointe (16 februari 2002). ”Swedish Offense Easily Dismantles Talented Canadian Team”. New York Times. http://query.nytimes.com/gst/fullpage.html?res=9804EEDF103FF935A25751C0A9649C8B63. Läst 31 december 2007.